# St. Albans (Hertfordshire)
St Albans es la principal área urbana del Distrito de St Albans al sur de la comarca de Hertfordshire (Inglaterra), alrededor de 30 km al norte del centro de Londres. Fue una de las principales ciudades de la Britania romana, con el nombre de Verulamium. Después de la retirada romana y antes de pasar a llamarse St Albans, la ciudad se llamó Verlamchester o Wæclingacaester.

## Historia
St Albans tiene una larga historia de asentamientos. La tribu celta de los catuvellaunos estaba asentada aproximadamente a una milla al oeste. Los romanos fundaron la ciudad de Verulamium, la segunda ciudad más grande de la Britania romana después de Londinium, que fue quemada por Boudica, reina de la tribu de los Icenos en el 60-61 en su lucha contra los romanos. Después de la caída romana, la ciudad se convirtió en el centro del territorio o región de la tribu anglosajona Waeclingas. La ciudad medieval creció alrededor del monasterio benedictino de la abadía de St Albans que data de los siglos XII a XIV y está consagrada al santo epónimo. St Albans fue el primer mártir cristiano de Britania. Llegó a ser la primera abadía de Inglaterra y en donde se redactó el primer borrador de la Carta Magna. El monasterio se disolvió en 1539, tras la separación de la Iglesia anglosajona con Roma con Enrique VIII. En 1877 la abadía fue nombrada catedral, cuando le dieron el rango de ciudad.
En St Albans se libraron dos batallas de la guerra de las Dos Rosas, que enfrentaron a la casa de Lancaster con la de York en la primera, que tuvo lugar el 22 de mayo de 1455 dentro de la propia ciudad, y la Segunda batalla de Sana Elba, que se desarrolló al norte de la ciudad el 17 de febrero de 1461.
Poco antes del siglo XX, la ciudad de St Albans comenzó a crecer. Su economía se basaba en el mercado rural de la ciudad y la tumba de peregrinación de St. Albans. Sin embargo, en los años de entreguerras se convirtió en centro de la industria electrónica y tras la Segunda Guerra Mundial creció significativamente como ciudad dormitorio de Londres. 
La ciudad todavía muestra restos de edificaciones y excavaciones de todas las anteriores civilizaciones y periodos históricos y es un destino turístico. Entre los edificios más notables figuran la catedral de St Albans y la Torre del Reloj del siglo XV. que se usó hasta 1863 para anunciar el toque de queda. La campana original sigue en uso. La última vez que sonó fue para el funeral de la reina Victoria de Inglaterra en 1901. También tiene uno de los pubs más antiguos de Inglaterra, The Fighting Cocks. Al oeste de la abadía de St Albans se halla la escuela pública St Albans School, fundada en 948, en la que estudió el papa Adriano IV. 
La ciudad es conocida asimismo por ser escenario de películas famosas, como  Primer caballero en 1995 con Sean Connery, en donde la nave de la catedral sirvió para la escena de la coronación en sustitución de la abadía de Westminster, en Johnny English con Rowan Atkinson y en Birthday Girl en 2001 con Ben Chaplin y Nicole Kidman.

## La ciudad

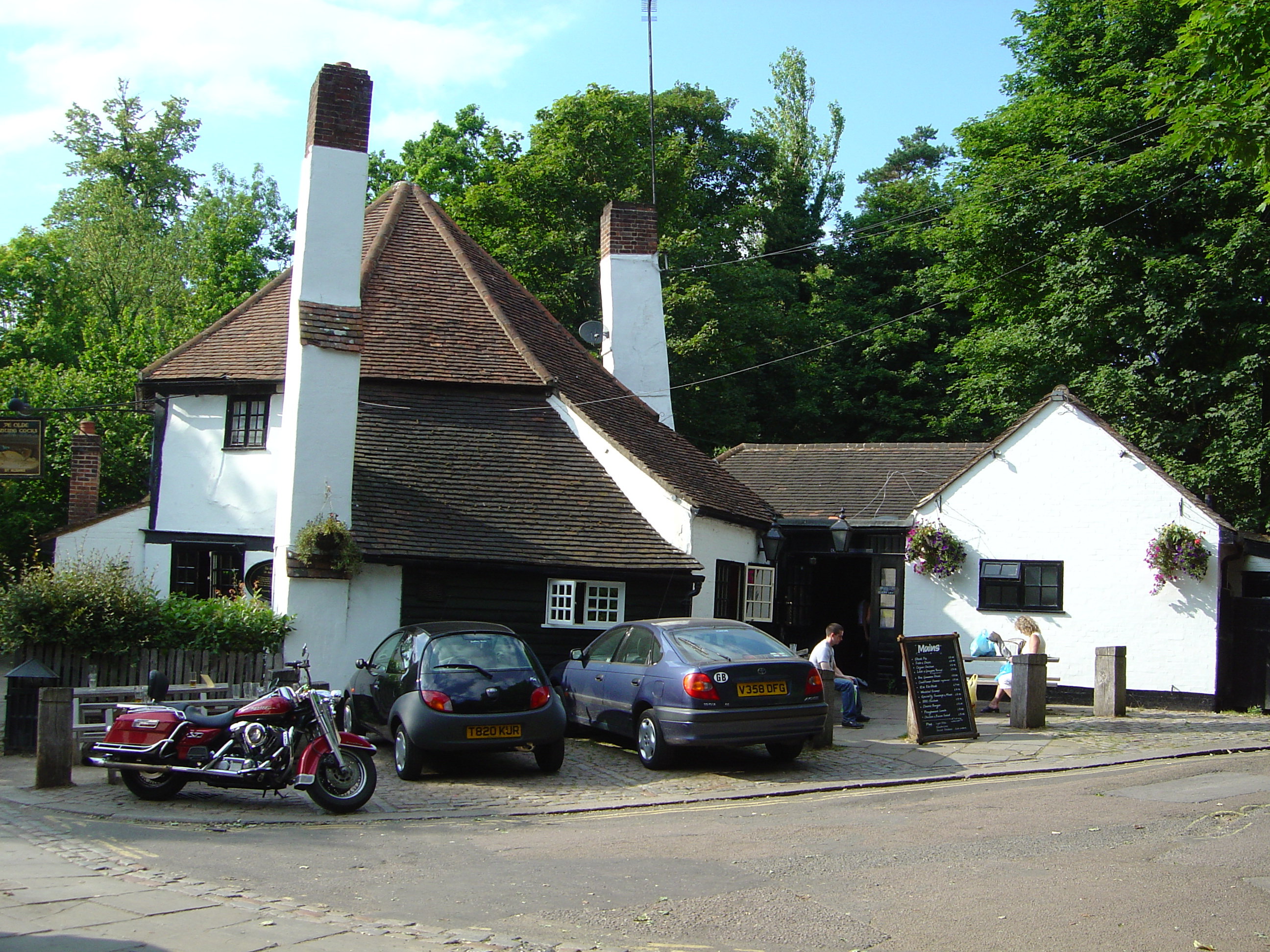
Ye Olde Fighting Cocks

Los alquileres son relativamente caros en comparación con el resto de Inglaterra. Además, el precio medio de la vivienda en St. Albans dobla al del conjunto de Inglaterra. Esto es debido principalmente a dos factores. En primer lugar, la ciudad está bien comunicada (especialmente por tren hacia Londres, aunque también por la M25 (circular de Londres) y la M1). En segundo lugar, la ciudad ha sabido combinar su legado histórico, zonas verdes y oferta de ocio (como comercios y restaurantes) para atraer a familias de clase media-alta, de modo que el ingreso familiar medio en St Albans es un 43% superior a la media del país.  
A pesar de su importancia histórica, St Albans es relativamente suburbana, muchas de sus viviendas fueron construidas en los años de entreguerras y durante la expansión posterior. Se estima que el 20% de la población se traslada a Londres para trabajar, mientras que los negocios locales ofrecen 46.000 puestos de trabajo, siendo el 46% trabajadores que vienen de otras ciudades. La economía local está formada principalmente por oficinas, pequeñas empresas, ventas al por menor y compañías turísticas, el 80% de ellas tienen menos de 10 empleados.
St Albans es una de las localidades que se adjudican el título de tener más pubs por metro cuadrado (otras son Edimburgo, Norwich, Nottingham, Otley y Rochdale). También presume de tener el pub más antiguo de Inglaterra, llamado Ye Olde Fighting Cocks.
Los principales periódicos son Herts Advertiser y St Albans and Harpenden Review.